# Бельский, Юрий Александрович
Ю́рий Алекса́ндрович Бе́льский (28 декабря 1923, Реутово, Московская губерния — 17 июля 1994, Калининград, Московская область) — советский судья по хоккею с мячом, журналист, спортивный функционер.

## Биография
Родился 28 декабря 1923 года в посёлке Реутово Разинской волости Московского уезда Московской губернии (сейчас город Реутов Московской области).
Участвовал в Великой Отечественной войне, был радиотехником Военно-морского флота СССР. Закончил войну в звании младшего лейтенанта.
Был судьёй республиканской категории по хоккею с мячом. Много лет работал директором стадиона «Вымпел» в Калининграде (сейчас Королёв) Московской области. В 1950-е годы возглавлял в подмосковном Бабушкине городской спорткомитет.
Активно сотрудничал с прессой. Печатал материалы о турнирах по хоккею с мячом в СССР в центральных газетах «Советская Россия», «Советский спорт», подмосковной областной газете «Ленинское знамя», районной «Калининградской правде».

Обложка программы-календаря-справочника «Хоккей с мячом. 25-й чемпионат СССР. 8-й чемпионат мира. 1972—1973 гг.»

Был автором календарей-справочников и программ всесоюзных и международных турниров по хоккею с мячом, хоккею на траве, футболу, выходивших многотысячными тиражами. Так, в столичном издательстве «Московская правда» в 100 тысячах экземпляров были выпущены календарь-справочник к чемпионату СССР по хоккею с мячом сезона-1972/73 и чемпионату мира 1973 года и календарь-справочник ко всесоюзному сезону-1973/74 по хоккею с мячом и хоккею на траве.
Награждён медалью «За победу над Германией в Великой Отечественной войне 1941—1945 гг.» (21 июля 1945).
Умер 17 июля 1994 года в Калининграде Московской области.